# Джон ван ден Бром
Джон ван ден Бром (нід. John van den Brom, нар. 4 жовтня 1966, Амерсфорт) — нідерландський футболіст, що грав на позиції захисника, півзахисника. По завершенні ігрової кар'єри — тренер.
Виступав, зокрема, за клуби «Вітесс» та «Аякс», у складі останнього — дворазовий володар Суперкубка Нідерландів, дворазовий чемпіон Нідерландів, переможець Ліги чемпіонів УЄФА. Грав за національну збірну Нідерландів.
Як головний тренер «Андерлехта» — чемпіон Бельгії та дворазовий володар Суперкубка Бельгії.

## Клубна кар'єра
У дорослому футболі дебютував 1986 року виступами за команду клубу «Вітесс», в якій провів сім сезонів, взявши участь у 225 матчах чемпіонату. Більшість часу, проведеного у складі «Вітесса», був основним гравцем команди. У складі «Вітесса» був одним з головних бомбардирів команди, маючи середню результативність на рівні 0,36 голу за гру першості.
Згодом з 1993 по 1995 рік грав за амстердамський «Аякс», з яким виборов титул володаря Суперкубка Нідерландів, двічі ставав чемпіоном Нідерландів, а в сезоні 1994/95 — переможцем Ліги чемпіонів УЄФА.
Протягом 1995–1996 років грав у Туреччині, захищаючи кольори «Істанбулспора».
1996 року повернувся на батьківщину до свого рідного «Вітесса». Відіграв за команду з Арнема ще п'ять сезонів своєї ігрової кар'єри.
Завершив виступи на футбольному полі у клубі «Де Графсхап», за команду якого виступав протягом 2002—2003 років.

## Виступи за збірну
1990 року дебютував в офіційних матчах у складі національної збірної Нідерландів. Протягом кар'єри у національній команді, яка тривала 4 роки, провів у формі головної команди країни 2 матчі, забивши 1 гол.

## Кар'єра тренера
Розпочав тренерську кар'єру відразу ж по завершенні кар'єри гравця, 2003 року, очоливши тренерський штаб нижчолігового клубу «Беннеком», де пропрацював з 2003 по 2004 рік.
Протягом 2004–2007 років співпрацював з одним зі своїх колишніх клубів, «Аяксом», в структурі якого займався підготовкою молодіжної команди «Йонг Аякс». Після цього протягом трьох сезонів очолював тренерський штаб команди «Апелдорн» з Еерстедивізі, в останньому сезоні з якою вивів її до плей-оф за право підвищення у класі до найвищого нідерландського дивізіону.
2010 року став головним тренером вищолігової команди «АДО Ден Гаг», тренував команду з Гааги один рік, за результатами якого здобув для неї право представляти Нідерланди у Лізі Європи 2011/12.
Згодом протягом 2011–2012 років очолював тренерський штаб свого рідного клубу, «Вітесса», який також вивів до Лізі Європи.
2012 року прийняв пропозицію попрацювати з бельгійським «Андерлехтом», який в сезоні 2012/13 привів до перемоги у національному чемпіонаті. Проте вже навесні 2014 року, до завершення сезону 2013/14, був звільнений.
27 вересня 2014 року очолив тренерський штаб команди АЗ. Пропрацювавши на чолі цієї команди п'ять років, влітку 2019 року став головним тренером «Утрехта».
9 листопада 2020 року повернувся до Бельгії, ставши головним тренером «Генка».
У червні 2022 року змінив Мачєя Скоржу на посаді головного тренера познанського «Леха». Був звільнений з посади 17 грудня 2023 року. 

## Титули і досягнення

### Як гравця
- Володар Суперкубка Нідерландів (2):

«Аякс»: 1993, 1994
- Чемпіон Нідерландів (2):

«Аякс»: 1993-94, 1994-95
- Переможець Ліги чемпіонів УЄФА (1):

«Аякс»: 1994-95

### Як тренера
- Чемпіон Бельгії (1):

«Андерлехт»: 2012-13
- Володар Суперкубка Бельгії (2):

«Андерлехт»: 2012, 2013
- Володар Кубка Бельгії (1):

«Генк»: 2020-21